# U 44 (U-Boot, 1939)
U 44 war ein deutsches U-Boot vom Typ IX A, das im Zweiten Weltkrieg von der Kriegsmarine eingesetzt wurde.

## Geschichte
Der Bauauftrag für das Boot wurde am 21. November 1936 an die AG Weser in Bremen vergeben. Die Kiellegung erfolgte am 15. September 1938, der Stapellauf am 5. August 1939, die Indienststellung unter Kapitänleutnant Ludwig Mathes am 4. November 1939.
Das Boot gehörte bis zum 31. Dezember 1939 als Ausbildungsboot zur U-Flottille „Hundius“ in Kiel. Nach der Neugliederung der U-Flottillen gehörte es vom 1. Januar 1940 bis zu seiner Versenkung am 13. März 1940 zur 2. U-Flottille in Wilhelmshaven.
U 44 unternahm zwei Feindfahrten, auf denen es acht Schiffe mit einer Gesamttonnage von 30.885 BRT versenke.

## Einsatzgeschichte

### Erste Feindfahrt
Das Boot lief am 6. Januar 1940 um 12.15 Uhr von Wilhelmshaven aus und am 9. Februar 1940 um 17.00 Uhr wieder dort ein. Auf dieser 35 Tage dauernden und zirka 5.700 sm langen Unternehmung in den Nordatlantik wurden acht Schiffe mit 30.855 BRT versenkt.
- 15. Januar 1940: Versenkung des norwegischen Dampfers Fagerheim (1.590 BRT) (Lage) durch einen G7a-Torpedo. Er hatte eine unbekannte Ladung und war auf dem Weg von Djidjelli (Algerien) zum Tees. Es war ein Totalverlust mit 14 Toten.
- 15. Januar 1940: Versenkung des niederländischen Dampfers Arendskerk (7.906 BRT) (Lage) durch einen Torpedo und Artilleriebeschuss. Er hatte Post und Stückgut geladen und befand sich auf dem Weg von Rotterdam und Antwerpen nach Durban. Es gab keine Toten.
- 16. Januar 1940: Versenkung des griechischen Dampfers Panachandros (4.661 BRT) (Lage) durch einen G7a-Torpedo. Er hatte eine unbekannte Ladung und war auf dem Weg von Antwerpen (Belgien) nach Key West. Es war ein Totalverlust mit 32 Toten.
- 18. Januar 1940: Versenkung des dänischen Dampfers Canadian Refeer (1.831 BRT) durch einen G7a-Torpedo. Er hatte Apfelsinen und Grapefruit geladen und befand sich auf dem Weg von Haifa nach Glasgow. Es gab keine Toten, 26 Überlebende.
- 20. Januar 1940: Versenkung des griechischen Dampfers Ekatontarchos Dracoulis. (5.329 BRT) (Lage) durch einen Torpedo. Er hatte 7.511 t Weizen geladen und befand sich auf dem Weg von Rosario (Argentinien) zum Tyne. Es gab sechs Tote.
- 24. Januar 1940: Versenkung des französischen Dampfers Alsacien (3.819 BRT) (Lage) durch einen Torpedo. Er hatte eine unbekannte Ladung und befand sich auf dem Weg von Tunis nach Rouen. Das Schiff gehörte zum Konvoi KS 56. Es gab vier Tote.
- 25. Januar 1940: Versenkung des französischen Dampfers Tourny. (2.769 BRT) (Lage) durch einen Torpedo. Er hatte eine Decksladung und war auf dem Weg von Dakar nach Bordeaux. Das Schiff gehörte zum Konvoi KS 56. Es gab acht Tote.
- 28. Januar 1940: Versenkung des griechischen Dampfers Flora Nomicos. (2.980 BRT) durch einen Torpedo. Er hatte Kohle geladen und befand sich auf dem Weg von Sunderland nach Rosario (Argentinien). Es gab 25 Tote, keine Überlebenden.[1]

### Zweite Feindfahrt und Verbleib
Das Boot lief am 13. März 1940 um 13.00 Uhr von Wilhelmshaven aus. Das Boot meldete sich nach dem Auslaufen nicht mehr. Es lief wahrscheinlich noch am gleichen Tag in der Nordsee vor Terschelling auf eine Mine, die von einem der britischen Zerstörer Express, Esk, Icarus oder Impulsive am 3. März 1940 verlegt worden war, und sank mit allen 47 Mann an Bord. Die wahrscheinliche Position war 54° 14′ N, 5° 7′ O im Marine-Planquadrat AN 6941.
U 44 hatte bis zu seinem Untergang keine Verluste unter seiner Besatzung zu beklagen.